# Lieferinger Kulturwanderweg

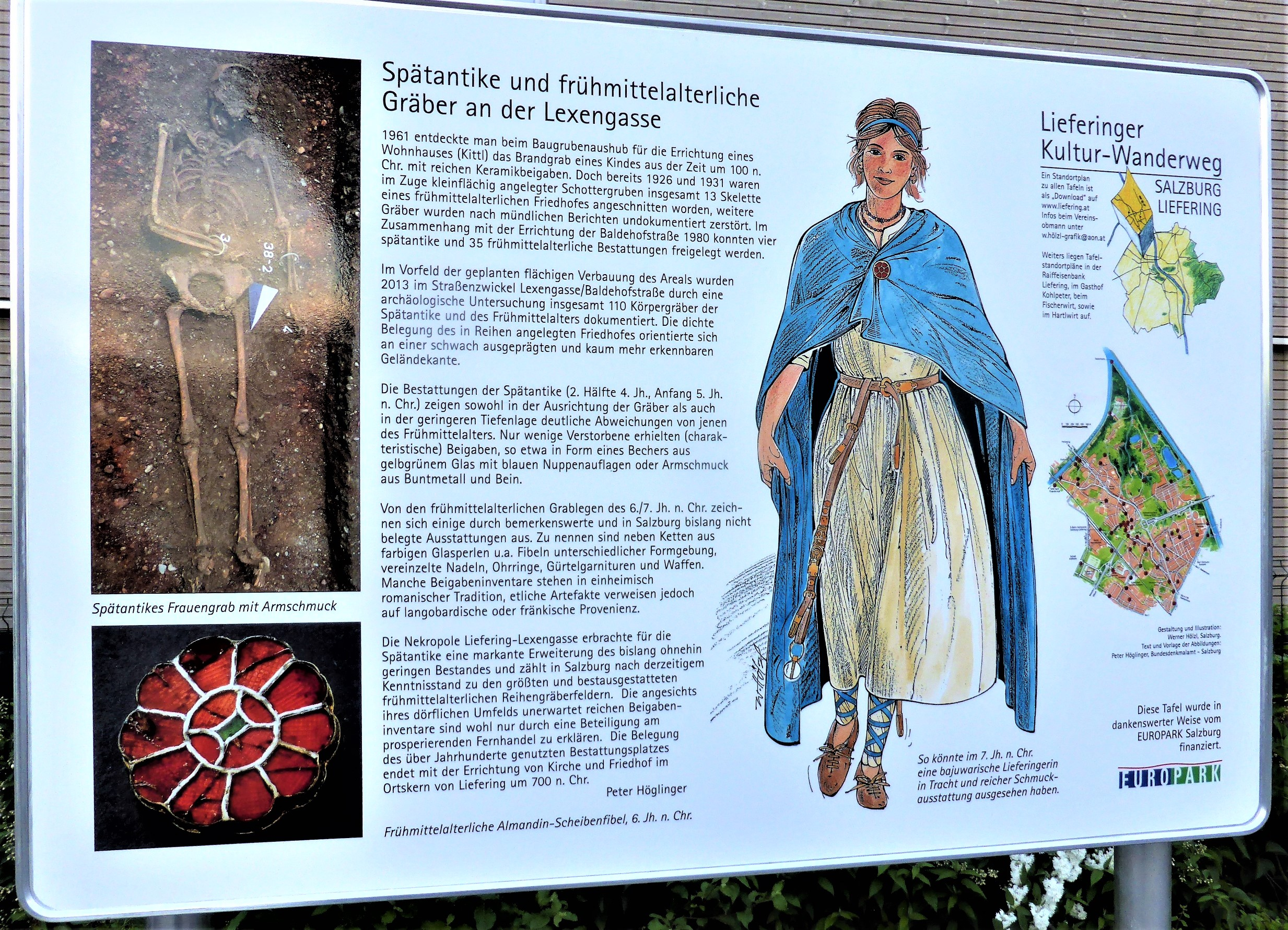
Tafel 9 Römerzeitl. und frühmittelalterl. Gräber als Beispiel einer Schautafel des Lieferinger Kulturwanderwegs

Der Lieferinger Kultur-Wanderweg ist kein Weg von A nach B, sondern er führt, vernetzt über den gesamten Salzburger Stadtteil Liefering, zu archäologisch, historisch, volkskundlich und entwicklungsgeschichtlich bedeutsamen Plätzen und Objekten. Dabei wird auf 55 Tafeln jeweils ein Einblick auf historische Hintergründe im ehemaligen Bauern- und Fischerdorf geboten.

## Geschichte
1996/1997 entstand bei der Erarbeitung und Gestaltung einer umfangreichen Lieferinger Chronik, herausgegeben von der Peter-Pfenninger-Schenkung Liefering, die Idee zur Errichtung eines Stadtteilmuseums. Als idealer Standort war das nächst der Kirche gelegene, historische Mesnerhaus vorgesehen. Doch dem im Herbst 2000 fertig konzipierten Projekt, das nach umfassender Renovierung des Gebäudes darin Platz finden sollte, wurde im Mai 2001 aufgrund der angespannten Finanzlage der Stadt Salzburg eine Absage erteilt.
Daraufhin wurde vom initiierenden „Verein Stadtteilmuseum Liefering“ ein weiteres geplantes Vorhaben umgesetzt – die Realisierung eines Kulturwanderwegs. Mit anfangs 34 vorgesehenen Tafeln war der Gedanke verbunden, Lieferinger Bewohnern historische Hintergründe in örtlichen Bezügen nahezubringen. Am 20. Oktober 2001 wurden die ersten acht Tafeln in festlichem Rahmen der Öffentlichkeit präsentiert. Bei jährlich folgenden Festen an verschiedenen Örtlichkeiten im Stadtteil wurden etappenweise letztlich 52 Tafeln vorgestellt. Beim Abschlussfest am 1. Oktober 2006 wurde darüber hinaus das mit zusätzlichen Beiträgen und weiterem Bildmaterial versehen Begleitbuch „Der Lieferinger Kultur-Wanderweg“ präsentiert. 2007 erhielt der Verein für das Projekt den Förderpreis der Salzburger Volkskultur.
Der Kulturwanderweg galt auch als Beitrag zur Stadtteilerneuerung Liefering 1997 bis 2007 und wurde von der Gemeindeentwicklung des Landes Salzburg und vom Salzburger Bildungswerk bei der Öffentlichkeitsarbeit unterstützt. Die Finanzierung der Herstellung und Installation der Tafeln als auch der Druck des Begleitbuches erfolgten durch Vereinsbeiträge und private Förderer, Firmen und Institutionen sowie durch die Stadt Salzburg und die Gemeinde Wals-Siezenheim. Zusätzlich arbeiteten alle 32 Textautoren, darunter namhafte Archivare, Historiker und Archäologen, und die Gestalter honorarfrei.
2014 wurde das Bestreben einer Museumsgründung endgültig aufgegeben und der Verein „Stadtteilmuseum Liefering“ in Verein „Lieferinger Kultur-Wanderweg“ umbenannt. Dessen Hauptaufgabe besteht nun darin, diese Einrichtung zu erhalten und gegebenenfalls zu aktualisieren.

## Die Schautafeln
Der „Wanderweg“ durch den Stadtteil ist nicht gekennzeichnet und es gibt für die Inhalte der Tafeln keine inhaltlich notwendige Abfolge. Einige der Tafeln stehen auch außerhalb der Grenzen des heutigen Salzburger Stadtteils Liefering – im Stadtteil Taxham (11, 12, 33, 40, 49) und im Gemeindegebiet von Wals-Siezenheim (10, 39, 52), weil Liefering bis Ende 1938 Teil der damaligen Gemeinde Siezenheim war. Die Standorte sind nur in den Plänen nummeriert, nicht aber die Tafeln selbst. Die Themen der Tafeln sind jeweils einzelstehend und brauchen für die Betrachtung keine inhaltliche Abfolge. Die Abbildungen auf den Schautafeln stehen im jeweiligen historischen Kontext; darüber hinaus wurden eigens gestaltete Illustrationen und Kartengrafiken ausgearbeitet.
Die Tafeln haben eine Größe von 100 × 60 cm, ihre rechte Spalte ist einheitlich konzipiert – unter dem Logo befinden sich der Standortplan der Tafeln, das Impressum sowie die Nennung des Stifters.
Die Tafel 20 wurde entfernt, nachdem das beschriebene Objekt aufgelassen wurde, Tafel 45 fiel wiederholtem Vandalismus zum Opfer und die Positionen 42 und 51 wurden wegen Bautätigkeiten vorübergehend demontiert. Bis August 2018 folgten den 53 Tafeln zwei weitere. Elf Tafeln wurden im Herbst 2018 erneuert. Tafel 9 an der Lexengasse bei einem frühmittelalterlichen Gräberfeld wurde aktualisiert, da vor der Bebauung des Areals 2013 darin weitere 110 Gräber archäologisch erkundet und teils sensationelle Funde von europäischem Rang zutage gebracht wurden. Des Weiteren wurden drei Tafeln, 2001 als zu groß bemessen, auf das übliche Maß umgestaltet. Die Tafeln 34 und 36 im geschützten Landschaftsgebiet am Salzachtreppelweg am Saalachspitz mussten Radständern weichen und wurden in der Folge erneuert und versetzt.
Zuletzt gab man einen Prospekt mit Lageplan und Kurzerläuterungen zu den Tafeln heraus, der online abrufbar und an verschiedenen Stellen im Stadtteil sowie im Salzburger Landesarchiv zu erhalten ist (Stand Ende 2018).
| Nr. | Titel / Thema                                                                                    | Standort der Tafel | Positionierung                                                               | Kurzbeschreibung |
| --- | ------------------------------------------------------------------------------------------------ | --- | ---------------------------------------------------------------------------- | --- |
| 1   | Die Peter-Pfenninger-Schenkung                                                                   | Am Peter-Pfenninger-Haus, Törringstraße 2 47° 49′ 26″ N, 13° 0′ 31″ O                                                                                  |                                                                              | Die 1877 beurkundete Peter-Pfenninger-Schenkung ist das Vermächtnis des letzten hauptberuflichen Fischers der Lieferinger Fischerinnung, welche im Dienst der Salzburger Erzbischöfe gestanden war. Zu den Aufgaben des heutigen aus 10 Lieferinger Persönlichkeiten bestehenden Kuratoriums der Schenkung zählt im Besonderen die Betreuung der örtlichen Fischereigewässer wie etwa die an den Salzachseen. |
| 2   | Lieferinger Pfarrkirche hll. Petrus und Paulus                                                   | Im Eingangsbereich der Alten Lieferinger Pfarrkirche, Lieferinger Hauptstraße 87 47° 49′ 27″ N, 13° 0′ 32″ O                                           |                                                                              | Erstmals 790 urkundlich erwähnt, fiel der erste Kirchenbau einer Brandkatastrophe um 1100 zum Opfer. Der nachfolgende romanische Bau, der heute in Teilen noch erhalten ist, wurde spätgotisch umgebaut (geweiht 1561). Aus dem späten 17. Jahrhundert stammen der barockisierte Altar und die Turmhaube. Ebenfalls zu dieser Zeit erfolgten Anbauten an der Außenseite der Kirche, die bei Renovierungsarbeiten um 1980 abgebrochen wurden. Vom ehemaligen gotischen Altar erhalten blieben acht kleine Altartafeln von ca. 1465. |
| 3   | Das Mesnerhaus                                                                                   | Am Mesnerhaus, Lieferinger Hauptstraße 106 47° 49′ 25″ N, 13° 0′ 34″ O                                                                                 |                                                                              | Das Mesnerhaus stammt aus dem 17. Jahrhundert und diente bis 1900 als Grundschule. Im 20. Jahrhundert fungierte es unter anderem als Pfarrhof (bis 1993). Nach einer Generalsanierung beherbergt es seit 2002 einen örtlichen Stadtteilverein. |
| 4   | Alte Lieferinger Volksschule                                                                     | An der Stützmauer vor der Volksschule Liefering 1, Törringstraße 4 47° 49′ 27″ N, 13° 0′ 28″ O                                                         |                                                                              | Schulunterricht in Liefering ist seit 1661 bezeugt. Nachdem im Mesnerhaus und im Schlossbauerngut unterrichtet worden war, wurde das Gebäude der jetzigen Volksschule Liefering 1 im Jahr 1900 in Betrieb genommen. Das Haus wurde im 20. Jahrhundert erweitert, die Wandmalerei stammt von Wilhelm Kaufmann aus dem Jahr 1967. |
| 5   | Das Dorf in der Stadt                                                                            | Auf der Überdachung des Lieferinger Tunnels 47° 49′ 21″ N, 13° 0′ 33″ O                                                                                |                                                                              | Liefering war seit jeher und bis zu seiner Eingemeindung nach Salzburg (1939) ein Dorf, dessen landwirtschaftlichen Erträge in erster Linie dem Eigenbedarf dienten. Grundeigentümer waren bis 1848/49 die Salzburger Fürsterzbischöfe. Seit dem frühen 20. Jahrhundert nahm die Zahl der landwirtschaftlichen Betriebe stetig ab. Eine Identität als Dorf hat sich Liefering bis heute bewahrt, und es propagiert sich selbst als „das Dorf in der Stadt“. |
| 6   | Die Teilung Lieferings durch die Reichsautobahn 1938                                             | Auf der Überdachung des Lieferinger Tunnels beim Kinderspielplatz 47° 49′ 22″ N, 13° 0′ 32″ O                                                          |                                                                              | Die Fortsetzung des Baus der Reichsautobahn von München nach Wien begann nach Fertigstellung des Teilstücks bis zum Grenzübergang Walserberg und unmittelbar nach dem Anschluss Österreichs mit einer Spatenstichfeier am 7. April 1938. Die Autobahntrasse zerteilte das Siedlungsgebiet Lieferings, mehrere Bauten mussten der Autostraße weichen. Auf dem vorerst unvollendet gebliebenen Bau fanden von 1947 bis 1965 publikumsträchtige Motorradrennen statt. Als eine Art Wiedervereinigung empfand man die Errichtung des Lieferinger Tunnels über die heutige Westautobahn (A1), der als Emissionsschutz gegen Lärm und Abgase 1999 bis 2001 errichtet wurde. Siehe auch Lieferinger Tunnel |
| 7   | Das Schlossbauerngut mit der St.-Anna-Kapelle                                                    | An der Lieferinger Hauptstraße – Einmündungen Zufahrt Nr. 86 und Preßlweg 47° 49′ 18″ N, 13° 0′ 41″ O                                                  |                                                                              | Siehe Schlossbauerngut |
| 8   | Der Baldehof                                                                                     | Auf der Zufahrt zum Baldehof 47° 49′ 17″ N, 13° 0′ 39″ O                                                                                               |                                                                              | Der Vorgängerbau des jetzigen barocken Baldehofs wurde um 1700 zu einem Landsitz erweitert, der später in adeligem Besitz war. Namensgeber des Hauses war der Lederhändler Wilhelm Balde, der das Anwesen 1864 kaufte. 1889 kam es in den Besitz der Kongregation der Barmherzigen Schwestern. Seit 1990 beherbergt das Gut den Pfarrhof der katholischen Pfarre Liefering. |
| 9   | Spätantike und frühmittelalterliche Gräber an der Lexengasse                                     | Lexengasse – Einmündung Baldehofstraße 47° 49′ 12″ N, 13° 0′ 32″ O                                                                                     |                                                                              | Auf einem weitläufigen Feld, sowie in dessen unmittelbarer Umgebung, fanden sich ab den 1920er-Jahren beim Aushub etliche Gräber, von denen das älteste ein Kindergrab um 100 n. Chr. war. Dieses Gebiet wurde bis zur Gründung der Lieferinger Kirche im 8. Jh. als Friedhof genutzt. 1980 konnten bei archäologischen Grabungen 35 Bestattungen untersucht werden und kurz vor der Bebauung des Areals 2013, entdeckte man weitere 110 ungestörte Gräber. Zahlreiche Kostbarkeiten konnten daraus geborgen werden. Wie eine aus einer fränkischen Hofwerkstatt stammende Vierpassfibel, der aufgrund der überaus kunstfertigen Ausarbeitung, europäischer Rang zugemessen wird. Ein weniger adäquates Gegenstück wurde lediglich in einer Sarkophag-Bestattung in der Nähe von Paris geborgen. |
| 10  | Ein Dorf der Hallstattzeit                                                                       | Am Bahnweg neben der Brücke über die Westautobahn in Wals-Siezenheim an der Gemeindegrenze zum Salzburger Stadtteil Taxham 47° 49′ 12″ N, 13° 0′ 19″ O |                                                                              | Im Zusammenhang mit Bauarbeiten kamen 1942/43 an der Trasse der Bahnstrecke Rosenheim–Salzburg Spuren einer Siedlung und Fundgegenstände aus dem 6. Jahrhundert v. Chr. (ältere Eisenzeit) zum Vorschein. Es handelte sich um eine Ansiedlung bestehend aus zumindest acht parallel ausgerichteten Häusern in Pfahlbauweise. Die Fundstätte nahe dem Container-Terminal Salzburg ist wieder zugeschüttet. |
| 11  | Der römische Gutshof von Liefering                                                               | Vor dem Haupteingang der „Spar“-Zentrale nächst dem Kreisverkehr bei der Autobahnausfahrt Salzburg-Kleßheim in Taxham 47° 49′ 1″ N, 13° 0′ 17″ O       |                                                                              | Im Zuge des Baus der damaligen Reichsautobahn von München nach Wien kamen um 1940 die Überreste eines römischen Gutshofes (Villa rustica) und dazugehörende Kleinfunde zum Vorschein. Das Objekt umfasste Wohngebäude für den Gutsherren und das Gesinde sowie etliche Wirtschaftsgebäude und war Teil eines ganzen Rings von solchen Bewirtschaftungen, die die Vorläuferstadt von Salzburg, Juvavum, mit Lebensmitteln versorgte. Die Fundstätte aus dem 1. bis 4. Jahrhundert n. Chr. liegt bei der heutigen Autobahnausfahrt Salzburg-Kleßheim, das zum Gelände der österreichischen „Spar“-Zentrale gehört. |
| 12  | Ein Grab aus der Hallstattzeit                                                                   | Dr.-Gmelin-Straße – Einmündung Favoritagasse (Stadtteil Taxham) 47° 48′ 42″ N, 13° 0′ 35″ O                                                            |                                                                              | An der Stelle befand sich bis in die 1970er Jahre als sanfter Hügel erkennbar eine Grabstätte aus der Zeit um 600 v. Chr. Bei dem Brandgrab wurden Gefäße, Schmuckstücke und Beschlagteile eines vierrädrigen Wagens aufgefunden. |
| 13  | Lager Lexenfeld                                                                                  | Peter-Pfenninger-Straße – Einmündung Baldehofstraße 47° 49′ 3″ N, 13° 0′ 44″ O                                                                         |                                                                              | Das nach dem Anschluss Österreichs von den Nationalsozialisten angelegte Lager mit 17 Holzbaracken stand auf dem Gelände des Privatgymnasiums der Herz-Jesu-Missionare und diente während der NS-Zeit als Behelfsunterkunft für Soldaten. Nach dem Krieg waren hier Flüchtlinge aus Osteuropa und bis in die 1960er Jahre andere hilfsbedürftige Personen untergebracht. Die letzte Baracke, die den Kindergarten Lexenfeld beherbergte, war bis 1991 in Betrieb und wurde 1993 abgerissen. |
| 14  | Das Gut Schönleiten                                                                              | Vor dem Eingang zum Gymnasium der Herz-Jesu-Missionare, Schönleitenstraße 1 47° 48′ 57″ N, 13° 0′ 50″ O                                                |                                                                              | |
| 15  | Die Christian-Doppler-Klinik                                                                     | Vor der Christian-Doppler-Klinik, Ignaz-Harrer-Straße – Einmündung Guggenmoosstraße 47° 48′ 46″ N, 13° 1′ 19″ O                                        |                                                                              | |
| 16  | Die Philomenakapelle                                                                             | Bei Ignaz-Harrer-Straße 89 – Einmündung Schönleitenstraße 47° 48′ 53″ N, 13° 1′ 15″ O                                                                  |                                                                              | |
| 17  | Der Gasthof Kohlpeter                                                                            | Am Gasthof Kohlpeter neben dem gastgartenseitigen Eingang, Lieferinger Hauptstraße 23 47° 49′ 1″ N, 13° 1′ 2″ O                                        |                                                                              | Das Haus wurde in den ersten Jahrzehnten des 19. Jahrhunderts – angeblich mit den Mitteln aus einem am Lieferinger Hügel aufgefundenen Geldschatzes – errichtet. Dritter Besitzer war ab 1847 Peter Six, der darin eine Kohlenhandlung und ein kleines Wirtshaus betrieb, woraus sich auch der Hausname herleitet. Das Haus ist seit 1882 in Besitz der Nachkommen der damaligen Käufer Franz und Theresia Doppler. |
| 18  | Das Gärtnergut                                                                                   | Vor dem Gärtnergut, Peter-Pfenninger-Straße 4 47° 49′ 11″ N, 13° 0′ 49″ O                                                                              |                                                                              | Für das Gärtnergut ist ab dem 16. Jahrhundert eine geschlossene Besitzerreihe nachzuweisen, doch ist ein Vorgängerbau, das Preßlgut, schon einige Zeit zuvor urkundlich erwähnt. Der Name Gärtnergut geht auf den Lodronschen Gärtner Martin Mayr zurück, der das Anwesen 1723 erwarb. Seit 1851 ist das Haus im Besitz der Familie Eschenlohr. Vor dem Gebäude befindet sich ein aus dem 18. Jahrhundert stammender Ginkgobaum. |
| 19  | Die Haber- oder Haferlmühle                                                                      | An der Lieferinger Hauptstraße auf Höhe Nr. 70 47° 49′ 14″ N, 13° 0′ 51″ O                                                                             |                                                                              | Die bereits um etwa 1350 belegte Mühle ist der älteste nachweisbare Gewerbebetrieb von Liefering. Viele Besitzer betrieben neben der Mühle ein zweites Gewerbe, so gab es daneben auch von den Besitzern betriebene Bäckereien, ein Sägewerk oder einen Krämerladen. Die Mühle war bis 1976 in Betrieb und wird heute als Wohngebäude und Lagerraum genutzt. |
| 20  | Die evangelische Johanneskapelle                                                                 | Stauffeneggstraße 51 47° 49′ 13″ N, 13° 1′ 9″ O | Tafel wurde entfernt.                                                        | Nach Auflassung der Kapelle 2010 wurde die Tafel abgenommen. Für protestantische Flüchtlinge aus Südosteuropa, die nach dem Zweiten Weltkrieg nach Salzburg gekommen waren, wurden mehrere Wohnmöglichkeiten geschaffen. In das Gebäude Stauffeneggstraße 49–51 wurde eine Kapelle integriert, die, bis zur Errichtung der evangelischen Pfarrkirche in Taxham, neben der Christuskirche in der Schwarzstraße, den Protestanten als zweites Gotteshaus in Salzburg diente. |
| 21  | Die Pfarre St. Martin                                                                            | Vor der Pfarrkirche St. Martin am Glockenturm, Triebenbachstraße 26 47° 49′ 21″ N, 13° 1′ 14″ O                                                        |                                                                              | Nachdem in den 1960er Jahren die Bevölkerung Lieferings stark zugenommen hatte, wurde aus räumlichen Gründen eine zweite katholische Kirche fällig. Anfangs wurden ab 1968 Gottesdienste außerhalb der Alten Pfarrkirche Liefering im Gebäude der neu errichteten Volksschule Liefering 2 abgehalten, ab Weihnachten 1972 in dem schon bestehenden Pfarrsaal. Gegen Jahresende 1969 war die Gründung der neuen Pfarre Salzburg-St. Martin beschlossen worden. Der Baubeginn des gesamten Pfarrzentrums mit sozialen Einrichtungen erfolgte erst im Mai 1979, die Einweihung der Kirche am 9. November 1980. Die Pfarre erstreckt sich auf das Salzachseegebiet und den gesamten Raum östlich der Münchner Bundesstraße. |
| 22  | Salzachschifffahrt                                                                               | Am Ende der Theodostraße an der Salzach 47° 49′ 57″ N, 13° 1′ 34″ O                                                                                    |                                                                              | Vom Mittelalter bis zum Beginn des 19. Jahrhunderts herrschte auf der Salzach reger Handelsverkehr hauptsächlich zwischen Hallein und Laufen (Salz, Getreide, Wein und andere Waren). Kontrolliert wurde der Verkehr von den Schiffseignern in Laufen. Der Fluss diente zudem sowohl Lieferinger als auch Laufener Fischern als Fanggrund. Mit der neuen Grenzziehung zwischen Bayern und Salzburg im Jahr 1816 entlang der Salzach beschränkte sich der Handel zusehends und kam mit dem Anschluss der Städte an die Eisenbahn Mitte des 19. Jahrhunderts völlig zum Erliegen. |
| 23  | Die Donauschwaben in der Salzachseesiedlung                                                      | Am Rande der Salzachseesiedlung, bei der Kreuzung Theodostraße – Schmiedingerstraße 47° 49′ 51″ N, 13° 1′ 18″ O                                        |                                                                              | Die im 18. Jahrhundert in den unteren Donauraum angeworbenen deutschsprachigen Siedler (Donauschwaben) wurden im Zweiten Weltkrieg enteignet, vertrieben oder deportiert. Nach dem Krieg kamen viele dieser Flüchtlinge auch nach Salzburg, wo sie sich Anfang der Fünfzigerjahre in der neu erschlossenen Salzachseesiedlung in mehr als 50 Häusern neue Heime errichteten. |
| 24  | Die Lieferinger Fischer                                                                          | Bei der Brücke der Fischergasse über die Altglan 47° 49′ 54″ N, 13° 0′ 46″ O                                                                           |                                                                              | Das Gebiet des Zusammenflusses von Saalach und Salzach (Saalachspitz) war früher fischreiches Gewässer und in Liefering der Fischerberuf stark vertreten. Bis 1803 hatten die Lieferinger Fischer als Lieferanten des fürsterzbischöflichen Hofes von Salzburg Sonderrechte. Streitigkeiten um die Fanggründe gab es wiederholt mit den Salzachschiffern von Laufen. Heute wird das Handwerk des Fischens in Liefering nur noch als Hobby betrieben. |
| 25  | Römische Siedlungsspuren am Forellenweg                                                          | Hinter der Forellenwegsiedlung bei Eugen-Müller-Straße 99 47° 50′ 7″ N, 13° 0′ 9″ O                                                                    |                                                                              | Im nördlichen Bereich der Forellenwegsiedlung wurden bei Grabungsarbeiten in den 1980er Jahren Spuren von landwirtschaftlichen Gebäuden und Vorrichtungen der Römer aus der Zeit um die Besetzung Norikums gefunden. Es ist unklar, ob diese zur römischen Villa in Kleßheim oder zu einem möglichen näher befindlichen Lager gehörten. |
| 26  | Das Saalachkraftwerk Rott                                                                        | Neben dem Kraftwerk Rott 47° 50′ 5″ N, 12° 59′ 42″ O                                                                                                   |                                                                              | In den 1940er Jahren wurde das Kraftwerk Rott an der Saalach auch aus Gründen zur Sicherung der wenige hundert Meter oberhalb befindlichen Eisenbahnbrücke angelegt und 1950 in Betrieb genommen. Nach rund fünfzig Betriebsjahren war es technisch und aus ökologischer Sicht veraltet und bot auch keinen sicheren Hochwasserschutz mehr. Vom November 2002 bis Jänner 2005 wurde daher ein neues Kraftwerk errichtet. Parallel dazu wurde auch die unmittelbar daneben befindliche Grenzbrücke nach Freilassing erneuert. |
| 27  | Brücken über die Saalach                                                                         | Auf der Grünfläche zwischen dem Kraftwerk Rott und der Saalachbrücke (nächst Tafel 26 und unmittelbar neben Tafel 46) 47° 50′ 6″ N, 12° 59′ 42″ O      |                                                                              | Im Bereich der heutigen Grenzübergänge von Salzburg nach Freilassing auf Bahn und Straße über die Saalach gab es wahrscheinlich bereits zur Römerzeit eine Brücke der Via Julia. Erstmals urkundlich ist eine mautpflichtige Brücke von 1372. Im Laufe der Zeit gab es wiederholt verschiedene Neubauten und Provisorien. Die derzeitigen Überquerungsmöglichkeiten der Saalach sind die Eisenbahnbrücke der Kaiserin Elisabeth-Bahn von 1860, die Straßenbrücke der österreichischen Münchener Straße bzw. der deutschen Bundesstraße 304 von 2004 sowie der Fußgänger- und Fahrraddamm am Kraftwerk Rott von 2005. Die zweigleisige Eisenbahnbrücke wird 2015/2016 durch eine weitere mit einem dritten Gleis ergänzt. |
| 28  | Die Haselwimmerkapelle                                                                           | Beim Haselwimmerhaus, Pulvermacherweg 4 47° 49′ 53″ N, 12° 59′ 42″ O                                                                                   |                                                                              | Die 1997 errichtete und 1998 der hl. Maria geweihte Haselwimmerkapelle steht an der Stelle einer früheren Kapelle aus dem 19. Jahrhundert. Das Altarbild ist original. |
| 29  | Das alte Zollhaus in der Rott                                                                    | Am alten Zollhaus, Saalachstraße 78 47° 49′ 51″ N, 12° 59′ 41″ O                                                                                       |                                                                              | Nachdem 1816 ein Teil Salzburgs aufgrund neuer Grenzen zu Bayern gekommen war, wurde 1829 das neue Grenzgebäude fertiggestellt. Das Haus beherbergte eine Zoll- und Finanzwacheabteilung und war bis zur Errichtung des neuen Zollamts Freilassing-Saalbrücke 1960 in Betrieb. |
| 30  | Die Freiwillige Feuerwehr Liefering                                                              | Vor dem Lieferinger Feuerwehrhaus, Bichlfeldstraße 7 47° 49′ 41″ N, 13° 0′ 12″ O                                                                       |                                                                              | Da Liefering in der Vergangenheit von Großbränden weitestgehend verschont geblieben war, kam es auch erst 1890/91 zur Gründung einer örtlichen Freiwilligen Feuerwehr, die bis zum Anschluss Österreichs an Nazideutschland 1938 existierte. Erst erneute Brandserien zu Beginn der 1990er Jahre waren Anlass zur neuerlichen Gründung einer Freiwilligen Feuerwehr Liefering; die Gründungsversammlung erfolgte im Februar 1995, die Eröffnung der neuen Feuerwache im Mai 1996. |
| 31  | Der Franzosenhügel                                                                               | Am Lieferinger Hügel bei Törringstraße 9 47° 49′ 27″ N, 13° 0′ 26″ O                                                                                   |                                                                              | |
| 32  | Der Hartlwirt                                                                                    | Am Gebäude des Hartwirts seitlich des Eingangs, Lieferinger Hauptstraße 120 47° 49′ 30″ N, 13° 0′ 34″ O                                                |                                                                              | Das Wirtshaus ist 1779 erstmals urkundlich erwähnt, bestand vermutlich aber schon weitaus länger. Ein späterer Besitzer war ein überaus erfolgreicher Pferdehändler, ein Teil der Stallungen befand sich hier. Das Haus erhielt 1907 den ersten Telefonanschluss in Liefering. Nach einer Renovierung 1976 diente der vorherige Kuhstall für zwei Jahrzehnte als Proberaum für die Camerata Academica. Das Gasthaus wird heute auch als Pension geführt. |
| 33  | Die Eisenbahn in Liefering                                                                       | An der Peter-Pfenninger-Straße gegenüber dem Europark nahe der S-Bahn-Haltestelle Salzburg Taxham 47° 48′ 56″ N, 13° 0′ 34″ O                          |                                                                              | Der Bau der Kaiserin Elisabeth-Bahn bzw. des Abschnitts der heutigen Bahnstrecke Rosenheim–Salzburg in den 1850er Jahren bewirkte eine Zerschneidung des Gebiets von Liefering. Der Bahndamm – vorerst jahrelang ohne Wegunterführungen – wirkte wie ein Riegel; gewachsene Verbindungen wurden quasi gekappt. Ursprünglich war im Bereich Lieferings der Salzburger Grenzbahnhof nach Deutschland vorgesehen, militärische Bedenken sprachen jedoch dagegen. Während des Zweiten Weltkriegs existierte ein Empfangsbahnhof für Gäste des nahe gelegenen Schlosses Kleßheim, das von den Nationalsozialisten als „Reichsgästehaus“ für hochgestellte Persönlichkeiten diente. 1985 wurde die geplante Erweiterung des Container-Terminals Salzburg aufgrund von Bürgerprotesten fallengelassen. Tatsächlichen Nutzen für Liefering brachte die Bahn erst im Zuge der Einrichtung der S-Bahn Salzburg mit dem Bau der Haltestellen Salzburg Taxham und Salzburg Liefering in den Jahren 2006 bzw. 2013. |
| 34  | Die Regulierung der Glan                                                                         | Linke Glanzeile, ca. 100 m vor der Mündung des Glan-Überwasserkanals in die Salzach 47° 49′ 25″ N, 13° 1′ 54″ O                                        |                                                                              | Bereits gegen Ende des 16. Jahrhunderts dachte man über eine Regulierung der Glan nach, beschlossen wurde eine solche erst nach 1924. Ziel war es, durch Austrocknung des Leopoldskroner Mooses im Süden der Stadt sowie im Bereich des Unterlaufs durch Eindämmung der Hochwassergefahr die Grundlagen für eine Ausbreitung der Stadtbesiedelung herzustellen. In der ersten Bauphase der Glanregulierung wurde in Liefering an der heutigen Grenze zum Stadtteil Lehen von November 1933 bis April 1935 ein Hochwasserentlastungsgerinne, der sogenannte Glankanal, angelegt. Die weiteren Regulierungsmaßnahmen bis 1953 betrafen obere Abschnitte der Glan. Für die Bauarbeiten während des Zweiten Weltkrieges wurden im oberen Bereich auch Insassen des Zigeunerlagers Maxglan zur Zwangsarbeit herangezogen. |
| 35  | Von der Dult zum Messezentrum Salzburg                                                           | Am Messezentrum, bei der alten Obuskehre vor dem Arena City Hotel 47° 49′ 20″ N, 13° 1′ 41″ O                                                          |                                                                              | Die im Frühjahr stattfindende Dult wird erstmals 1368 erwähnt und fand im Laufe der Zeit an verschiedenen Orten in Salzburg statt. 1896 wurde die Dult eingestellt und nach einem Intermezzo 1924/25 erst nach dem Zweiten Weltkrieg fix eingerichtet. 1974 findet die Dult erstmals im Ausstellungszentrum statt. |
| 36  | Sagen und Märchen aus Liefering                                                                  | nächst dem Badebuffet am Salzachsee 47° 50′ 22″ N, 13° 1′ 4″ O                                                                                         |                                                                              | Häufig sind in Moor-, Sumpf- und anderen Feuchtgebieten im Volksmund schaurige Geschichten über sagen- und märchenhafte Figuren anzutreffen. Das Mündungsgebiet der Saalach in die Salzach war früher eine solche Gegend, sodass auch hier – besonders von den Schiffern auf der Salzach – grauenhafte Ereignisse erzählt wurden. Bestärkt wurde dieses Phänomen durch die Tatsache, dass im extrem kalten Winter von 1800 beim Kampf gegen die einrückenden Truppen Napoleons Getötete in dem morastigen Boden festgefroren waren. Neben Wassergeistern und der Figur des Wassermannes gibt es auch Geschichten um den Riesen Abfalter, eines Bewohners des Untersbergs, von dem wiederholt die Sage geht, dass in ihm Menschen leben oder auf ihm Menschen verschwinden. |
| 37  | Die Regulierung der Saalach und Salzach                                                          | Am Ende des Radweges, vor dem nun Fußweg zum Saalachspitz 47° 51′ 3″ N, 13° 0′ 15″ O                                                                   |                                                                              | Als 1816 das Land Salzburg zu Österreich kam, war auch aus militärischer Sicht eine exakte Definition der Grenze notwendig. Da sich von Natur aus die unregulierten Flussläufe von Saalach und Salzach ständig veränderten, wurde eine Begradigung der Flussläufe beschlossen und 1817 eine Trasse kartiert, wobei die Flussmitte die Landesgrenze darstellen sollte (und die sie bis heute ist). Es wurden Böschungen angelegt und die Flüsse in engere Bette gezwängt, was über etliche Jahrzehnte eine Austrocknung des Gebietes bewirkte und damit den Niedergang der Lieferinger Fischerei. Im Zuge der bis Jänner 2015 andauernden Schadensbehebungen nach einem verheerenden Hochwasser, wurden umfassende ökologische Funktionsabläufe geschaffen und der Naherholungsraum „Saalachspitz“ aufgewertet. |
| 38  | Die Entscheidung an der Saalachbrücke / Die kampflose Übergabe der Stadt Salzburg am 4. Mai 1945 | Nahe der Eisenbahnbrücke über die Saalach, vor den Grundstücken Saalachstraße 59 und 63 47° 49′ 54″ N, 12° 59′ 26″ O                                   |                                                                              | Gegen Ende des Zweiten Weltkriegs war man von nationalsozialistischer Seite noch der Ansicht, dass die Stadt Salzburg gegen die Rote Armee verteidigt werden müsse. Tatsächlich rückten aber nach der Einnahme Münchens US-amerikanische Truppen nach Salzburg vor und es wurde die Straßenbrücke von Liefering nach Freilassing gesprengt. Der örtliche Kampfkommandant Oberst Hans Lepperdinger widersetzte sich aber am 3. Mai 1945 der Anordnung zur Verteidigung der Stadt und verkündete tags darauf um 6.00 Uhr früh per Rundfunk die kampflose Übergabe der Stadt an die Amerikaner. Nach Verhandlungen am selben Morgen rückte gegen Mittag die US-Armee kampflos in die Stadt Salzburg ein. |
| 39  | Das Vorfeld von Schloss Kleßheim                                                                 | Neben der Einfahrt zum Schloss Kleßheim in der Gemeinde Wals-Siezenheim 47° 49′ 5″ N, 12° 59′ 45″ O                                                    |                                                                              | Bis in die 1940er Jahre gab es zum Schloss Kleßheim keine mittig angelegte Zufahrt, man erreichte das Schloss auf der Kleßheimer Allee seitlich beim Winterschloss (heute: Kavalierhaus). Die Felder davor wurden landwirtschaftlich genutzt. Die Nationalsozialisten planten als Zufahrt in der Mittelachse des Gartenparterres mit Ausblick nach Salzburg eine breit angelegte „Europastraße“, die aber nie zustande kam. Die heutigen Torpavillons als Teil dieser Achse wurden 1940–1942 nach Plänen von Otto Strohmayr errichtet, die marmornen Adler stammen vom Bildhauer Jakob Adlhart. Das Vorfeld des Schlosses wurde für Industrie- und Gewerbezwecke hergegeben, sodass kein imposanter Zugang zur Schlossanlage besteht. |
| 40  | Die Bellaria vor Kleßheim                                                                        | Ecke Peter-Pfenninger-Straße – Norbert-Brüll-Straße im Stadtteil Taxham 47° 48′ 50″ N, 13° 0′ 30″ O                                                    |                                                                              | Auf der Sichtachse von Schloss Kleßheim nach Salzburg befand sich etwa an der Stelle der Schautafel ein Lustschlösschen in Form eines zweistöckigen Zwölfeckbaus mit Türmchen. Der Bau entstand wahrscheinlich erst nach der Fertigstellung von Schloss Kleßheim und wurde vermutlich im Zuge der Kampfhandlungen bei Einrücken der Franzosen nach Salzburg um 1800 zerstört. Die Bezeichnung Bellaria für den Bau (analog der Wiener Bellaria) existiert heute noch in der verballhornten Form Bolaring als Name der hier angrenzenden Wohnsiedlung. |
| 41  | Der Annahof                                                                                      | Vor dem alten Annahof, Gailenbachweg 13 47° 48′ 38″ N, 13° 1′ 20″ O                                                                                    |                                                                              | Das ehemalige Landwohnhaus von 1848 dient seit der ersten Hälfte der 1950er Jahre als Schule und war über mehrere Jahrzehnte ein Internat. Zusammen mit dem Neubau aus den 1950er Jahren (1997 erweitert und 2002 generalsaniert) beherbergt der Komplex heute die Höhere Lehranstalt und Fachschule für wirtschaftliche Berufe sowie die Fachschule für Mode und Bekleidungstechnik. |
| 42  | Klein-Amerika in Salzburg – Die General-Keyes-Siedlung                                           | Auf dem Grundstück General-Keyes-Straße 6 47° 48′ 51″ N, 13° 1′ 20″ O                                                                                  |                                                                              | Auf dem Gelände eines ehemaligen Arbeitsdienstlagers der Zwischenkriegszeit entstand um 1950 eine von der amerikanischen Besatzungsmacht errichtete Wohnsiedlung für die stationierten Armeeangehörigen. Die 272 Wohneinheiten umfassende Siedlung umfasste auch zwei Kaufhäuser, eine Tankstelle und eine Kfz-Werkstätte. Die großzügig angelegte Siedlung wurde von den Salzburgern als „Klein-Amerika“ bewundert. Benannt ist die Siedlung nach dem Oberbefehlshaber der US-Streitkräfte in Österreich Geoffrey Keyes. Nach dem Abzug der Amerikaner gingen die Wohnbauten in das Eigentum des Bundes über, der sie 2003 an private Investoren verkaufte. |
| 43  | Die Südtirolersiedlung                                                                           | Siebenbürgerstraße Ecke Gottscheerstraße 47° 49′ 4″ N, 13° 1′ 11″ O                                                                                    |                                                                              | Nach dem Ersten Weltkrieg ging der südliche Teil Tirols von Österreich an Italien. 1939 hatten Hitler und Mussolini sich geeinigt, dass die sich als Deutsche bekennenden Südtiroler „heim ins Reich“ geholt werden sollten. Die 220 Kleinwohnungen umfassende Siedlung, errichtet von der Siedlungsgesellschaft „Neue Heimat“, entstand zu Beginn des Zweiten Weltkriegs und war für deportierte Südtiroler vorgesehen. Nach Kriegsende wurden amerikanische Armeeangehörige untergebracht. Nach dem Abzug der amerikanischen Besatzung ging die Siedlung in das Eigentum des Bundes über; sie wird heute von der BUWOG verwaltet. |
| 44  | Die Siedlung am Lieferinger Spitz                                                                | Vor dem Haus Lieferinger Hauptstraße 152 47° 49′ 40″ N, 13° 0′ 26″ O                                                                                   |                                                                              | Die 1935 errichtete Siedlung an der Einmündung der Lieferinger Hauptstraße in die Münchner Bundesstraße umfasst zehn Einfamilienhäuser, die sich dadurch auszeichneten, dass sie mit einem gemeinsamen rund tausend Quadratmeter großen Grundstück versehen waren. Die Bewohner hatten die Auflage, mindestens vier Fünftel der Fläche für Obst- und Gemüseanbau für den Eigenbedarf und für den Verkauf zu verwenden. Außerdem war die Haltung von Nutzvieh wie Hühnern oder Schweinen vorgesehen, deren Stallungen sich im selben Haus wie die Wohnungen befanden. |
| 45  | Das Jugend- und Kinderhaus Liefering                                                             | Laufenstraße 43, an der Hausmauer 47° 49′ 20″ N, 13° 1′ 25″ O                                                                                          | (Die Oberfläche der Tafel ist rein weiß und trägt keine Informationen mehr.) | Das Fehlen betreuter Freizeiteinrichtungen für Kinder und Jugendliche im Süden Lieferings führte in den 1990er Jahren dazu, dass auf private Initiative hin letztlich 1998 von der Stadt Salzburg die Errichtung eines Hauses für Sechs- bis Achtzehnjährige in Angriff genommen wurde. Der überregional beachtete und 2001 mit Preisen ausgezeichnete Bau bietet ein Raumkonzept, das den verschiedenen altersbedingten Bedürfnissen und Interessen gerecht wird und etwa unterschiedliche Gemeinschaftsräume und Rückzugsmöglichkeiten für die Kinder und Jugendlichen bietet (u. a. ein eigener Bereich für Mädchen). Das Haus mit seinem Einzugsbereich von 1300 Kindern und Jugendlichen bietet Platz für 150 Besucher. |
| 46  | Die Zollwache an der Saalach / Der Grenzübergang nach Freilassing                                | Auf der Grünfläche zwischen dem Kraftwerk Rott und der Saalachbrücke (nächst Tafel 26 und unmittelbar neben Tafel 27) 47° 50′ 6″ N, 12° 59′ 42″ O      | Tafel 46 (links) und Tafel 27 (rechts)                                       | Am Grenzübergang zwischen Liefering und Freilassing bestand unter verschiedenen Bezeichnungen der Kontrollorgane eine österreichische Zollwache zur Überwachung des Warenverkehrs zwischen Österreich und Deutschland seit 1830. Aufgehoben war sie nur in der Zeit Österreichs im Nationalsozialismus. Mit dem EU-Beitritt Österreichs 1995 wurde die Zoll-Grenzkontrolle in eine innerösterreichische Zollkontrollstelle umgewandelt und letztlich 2004 aufgelassen. |
| 47  | NS-Zwangsarbeiter in Liefering                                                                   | Auf dem Gelände des ehemaligen Zwangsarbeiterlagers Grafenberg, an der Törringstraße gegenüber Nr. 14 47° 49′ 23″ N, 13° 0′ 16″ O                      |                                                                              | In Liefering gab es in der NS-Zeit mehrere Lager für Zwangsarbeiter. Die im Lager „Grafenberg“ am südlichen Fuß des Lieferinger Hügels untergebrachten Arbeitshäftlinge wurden für den Eisenbahnbau und für die Errichtung der neuen Staatsbrücke in der Salzburger Altstadt herangezogen. |
| 48  | Die Forellenwegsiedlung                                                                          | In der Forellenwegsiedlung am Gebäude Eugen-Müller-Straße 59 47° 50′ 3″ N, 13° 0′ 8″ O                                                                 |                                                                              | Siehe Forellenwegsiedlung |
| 49  | Die evangelische Pfarrgemeinde Salzburg-West                                                     | Neben der Matthäuskirche am Martin-Luther-Platz – Einmündung Kleßheimer Allee in Taxham 47° 48′ 45″ N, 13° 0′ 13″ O                                    |                                                                              | In den 1950er Jahren zogen vermehrt evangelische Glaubensangehörige in den Stadtteil Taxham, sodass nicht zuletzt deshalb im Westen Salzburgs eine eigene evangelische Kirche notwendig wurde. Die 1969 eingeweihte Matthäuskirche in Taxham ist heute das Zentrum der Pfarre, die seit 2014 die Bezeichnung „Evangelische Pfarrgemeinde A. und H. B. Salzburg Matthäuskirche“ trägt und der auch Liefering angehört. |
| 50  | Papageno in Liefering / Vogelfang in Liefering                                                   | An der Lieferinger Hauptstraße – Einmündung Rottweg (bei Lieferinger Hauptstraße 95B) 47° 49′ 34″ N, 13° 0′ 30″ O                                      |                                                                              | Der Vogelfang in Liefering war besonders im 18. und 19. Jahrhundert weit verbreitet und ein einträgliches Geschäft. An den Salzburger fürsterzbischöflichen Hof waren jährlich 5000 Vögel für den Verzehr abzuliefern. Es wird angenommen, dass die tatsächliche Zahl wesentlich höher lag. |
| 51  | Montessori-Zentrum Liefering                                                                     | Im Park gegenüber der Volksschule Liefering 2, Laufenstraße 50 47° 49′ 24″ N, 13° 1′ 22″ O                                                             |                                                                              | Die Montessoripädagogik wurde 1979 als Schulversuch an der Lieferinger Volksschule 2 eingeführt. In späteren Jahren erfolgte eine Erweiterung auf Klassen der Hauptschule und auf den Kindergarten, was damals einzigartig in Österreich war. Die Montessori-Klassen in Liefering zählen heute zu den viel beachteten Einrichtungen Österreichs mit diesem pädagogischen Konzept. |
| 52  | Die römische Saalachbrücke / Die Römerstraße Via Julia                                           | An der Saalach in der Gemeinde Wals-Siezenheim, 900 m westlich des Schlosses Kleßheim 47° 49′ 12″ N, 12° 58′ 48″ O                                     |                                                                              | Funde von Holzpfählen in diesem Bereich der Saalach deuten auf eine Brücke der römischen Fernstraße von Juvavum über Bedaium Richtung Bodensee, der Via Julia, hin. |
| 53  | Ein Schwertgrab aus der Bronzezeit                                                               | Vor der S-Bahn-Station Salzburg-Liefering am Ende der Törringstraße 47° 49′ 26″ N, 13° 0′ 5″ O                                                         |                                                                              | Im Zuge von Bauarbeiten zur Errichtung der Salzburger S-Bahn kam 2011 an dieser Stelle ein Grab aus der Zeit der Urnenfelderkultur zutage. Besonders bedeutsam unter den Fundstücken erscheint ein reich verziertes Bronzeschwert. Eine derartige Fundstelle, die auf das 12. Jahrhundert v. Chr. datiert wird, ist im Land Salzburg einmalig. Weitere Bilder zu den Funden befinden sich auf dem Bahnsteig der S-Bahn-Haltestelle. |
| 54  | Der Pfenningerbach                                                                               | Im Freizeitpark „Am Glanspitz“, an der Rechten Glanzeile, nächst der Brücke über den Bach 47° 49′ 24″ N, 13° 1′ 55″ O                                  |                                                                              | Begleitend zum Bau des Kraftwerks Sohlstufe Lehen wurde im neu gebildeten Naherholungsgebiet „Am Glanspitz“ ein naturnah verlaufender Bach angelegt. Dieser ermöglicht zwanzig Fischarten die ungehinderte Wanderung in der Salzach und stellt einen Beitrag zur Erhaltung des Artenreichtums dar. Der Bach wurde nach dem letzten Lieferinger Fischmeister Peter Pfenninger (1824–1882) benannt. |
| 55  | Der Platz auf dem einst Traber siegten                                                           | Von der Rechten Saalachzeile, linksseitig an der Zufahrt zur Red-Bull-Akademie 47° 50′ 31″ N, 13° 0′ 12″ O                                             |                                                                              | Die 1890 begründete Salzburger Trabersportära fand, über Froschheim (nächst der Lehener Brücke) und die Rennbahn in Aigen, 1965 ihren Neubeginn in der Lieferinger Herrenau. Zu Ehren des Mitbegründers, des langjährigen Präsidenten und Mentors, wurde sie „KR-Hermann-Waldbaur-Rennbahn“ genannt. Dessen gute Verbindungen zu deutschen Rennvereinigungen und Stallbesitzern führte zu vollen Startfeldern. Das letzte Rennen fand am 12. Mai 2008 statt. Anstelle der Trabrennbahn wurde hierauf seitens der Red Bull GmbH eine Fußballakademie errichtet. |